# 稲沢市立稲沢北小学校
稲沢市立稲沢北小学校（いなざわしりついなざわきたしょうがっこう）は、愛知県稲沢市稲島三丁目にある公立小学校。略称は「稲北小」（いなきたしょう）または「北小」（きたしょう）。

## 校訓
- 汗する子
- 耐える子
- 考える子

## 特色
- サッカークラブとバスケットボールクラブの課外クラブ活動を行っている[1]。
- 毎年1月に「稲北フェスティバル」を開催している。

## 委員会活動
- 運営委員 - 学校の各行時などを運営、実行する
- 放送委員 - 昼の放送などを初めとして、放送器具等を担当する。
- 掲示委員 - 学級新聞などを発行、掲示
- 栽培委員 - 花や植木の世話、花壇の手入れなどをする
- 体育委員 - 体育倉庫の鍵の管理、体育器具の手入れをする。
- 飼育委員 - 学校で飼っているウコッケイの世話等をする。
- 給食委員 - 学校の給食便りを発行。
- 保健委員 - 学校の保健活動をする。

## 通学区域
- 稲島町（名鉄名古屋本線以東を除く）、稲島1丁目、稲島2丁目、稲島3丁目、稲島4丁目、稲島5丁目、稲島6丁目、稲島7丁目、稲島8丁目、稲島9丁目、稲島10丁目、稲島11丁目、稲島12丁目[2]、稲島東1丁目、稲島東2丁目、稲島東3丁目、稲島東4丁目、稲島東5丁目、稲島東6丁目、東畑1丁目、東畑2丁目、東畑3丁目、東畑4丁目、東畑5丁目、東畑6丁目、木全町、木全1丁目、木全2丁目、木全3丁目、木全4丁目、木全5丁目、石橋町、石橋1丁目、石橋2丁目、石橋3丁目、石橋4丁目、石橋5丁目、石橋6丁目、稲沢町（北島、北山、札ノ辻、割田、北山一丁目、北山二丁目）、稲葉1丁目、小沢1丁目の一部、西町1丁目、桜木1丁目の一部[3]。

## 進学先中学校
- 稲沢市立稲沢西中学校

## 校区内の主な施設
- 稲沢ハーモニーランド